# Pellenes unipunctus
Pellenes unipunctus es una especie de araña saltarina del género Pellenes, familia Salticidae. Fue descrita científicamente por Saito en 1937.
Habita en Israel, Rusia, Turquía, Austria, Bulgaria, República Checa, Francia, Alemania, Italia, Macedonia del Norte, Países Bajos, Polonia, Portugal, Rumania, Eslovaquia, España, Suiza y Ucrania (Crimea).